# Dolmen du roc de l'Arca
Pour les articles homonymes, voir Arca.
Le dolmen du roc de l'Arca est un dolmen situé à Felluns, dans le département français des Pyrénées-Orientales.

## Historique
L'existence du dolmen avait été soupçonné par Jean Abélanet par l'étude de la toponymie mais le dolmen n'a été découvert qu'en 1987 par Roger Salguero car il était masqué par la végétation.

## Description
Le dolmen a été édifié légèrement en contrebas du sommet du Roc de l'Arca, au pied d'une barre rocheuse. C'est un petit édifice construit avec des blocs irréguliers d'origine locale, en gneiss ou en granite. La configuration des lieux ne facilite pas la compréhension de l'architecture du dolmen. La chambre est de forme rectangulaire, petite (1,50 m de long sur 0,80 m de large) et basse. La dalle de chevet est amputée de sa partie supérieure. Une dalle plantée verticalement à l'intérieur de la chambre pourrait correspondre à une fragmentation d'un des montants. La dalle de couverture est de forme grossière (1,45 m de long sur 1,20 m de large). Le tumulus paraît être de forme circulaire (4,0 m sur 3,60 m). Les alentours sont encombrés de blocs et de pierrailles dont il est difficile  de savoir s'ils correspondent à la configuration naturelle des lieux, à des apports préhistoriques ou à un épierrage moderne. La présence de murettes en terrasse à proximité indique que la parcelle a été anciennement cultivée mais l'étroitesse de la chambre semble exclure une utilisation possible comme abri.
Bien que situé un peu à l'écart des axes de passage et masqué par la végétation, le dolmen a manifestement été fouillé et vidé de son mobilier à une époque indéterminée. Abélanet avait découvert précédemment, à proximité du dolmen, un petit matériel céramique (tessons de poterie ornée de cordons lisses en relief) et lithique (pointe de flèche à pédoncule et ailerons, éclats et percuteur en quartz), daté de la culture de Véraza mais l'architecture du dolmen semble être plus récente, peut-être du Bronze ancien.
La Caouno del Moro est située à environ 250 m au nord-ouest.